# Gai Genuci Clepsina
Gai Genuci Clepsina (en llatí: Caius Genucius Clepsina) va ser un magistrat romà. Formava part de la gens Genúcia, una família romana d'origen patrici.
Va ser elegit cònsol de Roma l'any 276 aC juntament amb Quint Fabi Màxim Gurges. En el seu consolat Roma es va veure afectada per una pesta. Va ser altre cop cònsol l'any 270 aC junt amb Gneu Corneli Blasió.